# Добрско Село
Добрско Село је насеље у пријестоници Цетиње у Црној Гори. Лежи источно од Цетиња у пространој и дубокој ували на надморској висуни од 350 m између брда Добрштака, Вртијељке и Цеклинштака. У XV веку помиње се под именом Добро, а понекад и Горње Добро. Стари назив дат је због плодности земљишта, а данашњи због положаја кућа које су до брда.
Према попису из 2003. било је 132 становника (према попису из 1991. било је 97 становника).
Овде се налази Манастир Добрска Ћелија. Изнад Добрског Села, Павле Ровински спомиње да има извор Краљичина вода, коју је по народној традицији из камена извела св. српска краљица Јелена.

## Демографија
У насељу Добрско Село живи 116 пунолетних становника, а просечна старост становништва износи 46,5 година (46,3 код мушкараца и 46,8 код жена). У насељу има 44 домаћинства, а просечан број чланова по домаћинству је 2,93.
Ово насеље је великим делом насељено Црногорцима (према попису из 2003. године).
|  |

| Демографија | Демографија | Демографија |
| Година      | Становника  | Становника  |
| ----------- | ----------- | ----------- |
|             |             |             |
|             |             |             |
|             |             |             |
|             |             |             |
| 1948.       | 337         |             |
| 1953.       | 331         |             |
| 1961.       | 287         |             |
| 1971.       | 205         |             |
| 1981.       | 166         |             |
| 1991.       | 97          | 97          |
| 2003.       | 132         | 132         |
|             |             |             |

| Етнички састав према попису из 2003.‍ | Етнички састав према попису из 2003.‍ | Етнички састав према попису из 2003.‍ | Етнички састав према попису из 2003.‍ | Етнички састав према попису из 2003.‍ |
| ------------------------------------ | ------------------------------------ | ------------------------------------ | ------------------------------------ | ------------------------------------ |
|                                      |                                      |                                      |                                      |                                      |
| Црногорци                            | Црногорци                            |                                      | 124                                  | 93,93%                               |
| Срби                                 | Срби                                 |                                      | 5                                    | 3,78%                                |
| Муслимани                            | Муслимани                            |                                      | 1                                    | 0,75%                                |
| непознато                            | непознато                            |                                      | 0                                    | 0,0%                                 |

| Година пописа     | 1948. | 1953. | 1961. | 1971. | 1981. | 1991. | 2003. |
| ----------------- | ----- | ----- | ----- | ----- | ----- | ----- | ----- |
| Број домаћинстава | 90    | 88    | 86    | 66    | 54    | 37    | 44    |

| Број чланова      | 1  | 2  | 3  | 4 | 5 | 6 | 7 | 8 | 9 | 10 и више | Просек |
| ----------------- | -- | -- | -- | - | - | - | - | - | - | --------- | ------ |
| Број домаћинстава | 44 | 10 | 11 | 9 | 5 | 7 | 0 | 1 | 1 | 0         | 0      |

| Пол    | Укупно | Неожењен/Неудата | Ожењен/Удата | Удовац/Удовица | Разведен/Разведена | Непознато |
| ------ | ------ | ---------------- | ------------ | -------------- | ------------------ | --------- |
| Мушки  | 59     | 22               | 33           | 1              | 2                  | 1         |
| Женски | 58     | 20               | 30           | 7              | 0                  | 1         |
| УКУПНО | 117    | 42               | 63           | 8              | 2                  | 2         |

| Пол    | Укупно                    | Пољопривреда, лов и шумарство | Рибарство                            | Вађење руде и камена | Прерађивачка индустрија       |
| ------ | ------------------------- | ----------------------------- | ------------------------------------ | -------------------- | ----------------------------- |
| Мушки  | 25                        | 2                             | 0                                    | 0                    | 13                            |
| Женски | 10                        | 0                             | 0                                    | 0                    | 7                             |
| УКУПНО | 35                        | 2                             | 0                                    | 0                    | 20                            |
| Пол    | Производња и снабдевање   | Грађевинарство                | Трговина                             | Хотели и ресторани   | Саобраћај, складиштење и везе |
| Мушки  | 0                         | 1                             | 3                                    | 0                    | 0                             |
| Женски | 0                         | 0                             | 1                                    | 0                    | 0                             |
| УКУПНО | 0                         | 1                             | 4                                    | 0                    | 0                             |
| Пол    | Финансијско посредовање   | Некретнине                    | Државна управа и одбрана             | Образовање           | Здравствени и социјални рад   |
| Мушки  | 0                         | 0                             | 1                                    | 0                    | 0                             |
| Женски | 0                         | 0                             | 1                                    | 0                    | 0                             |
| УКУПНО | 0                         | 0                             | 2                                    | 0                    | 0                             |
| Пол    | Остале услужне активности | Приватна домаћинства          | Екстериторијалне организације и тела | Непознато            | Непознато                     |
| Мушки  | 1                         | 0                             | 0                                    | 4                    | 4                             |
| Женски | 0                         | 0                             | 0                                    | 1                    | 1                             |
| УКУПНО | 1                         | 0                             | 0                                    | 5                    | 5                             |